# I due zoccoletti
I due zoccoletti è un film muto del 1919 diretto ed interpretato da Enrico Roma.

## Trama

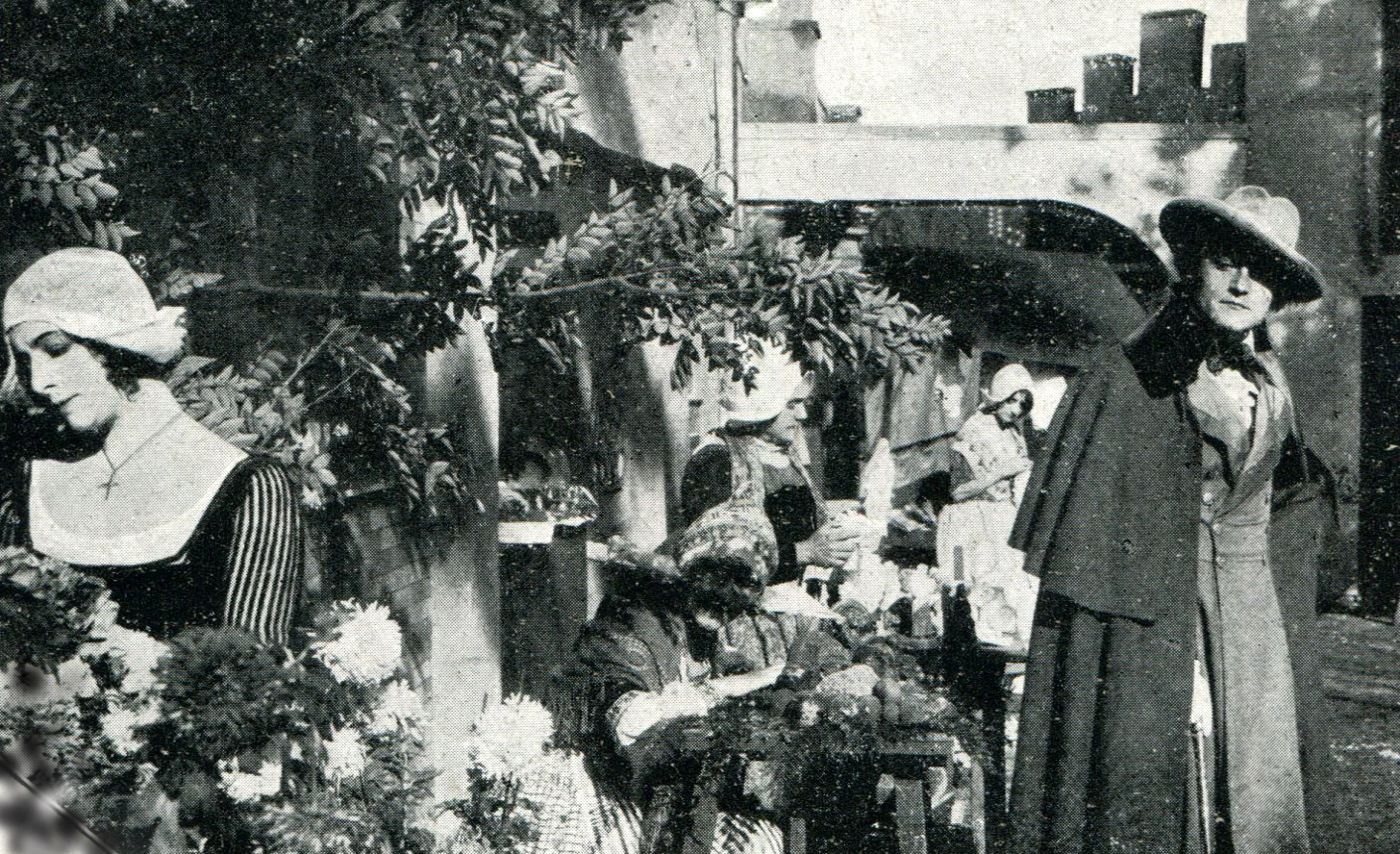
Bianca Bellincioni Stagno ed Enrico Roma in una scena del film

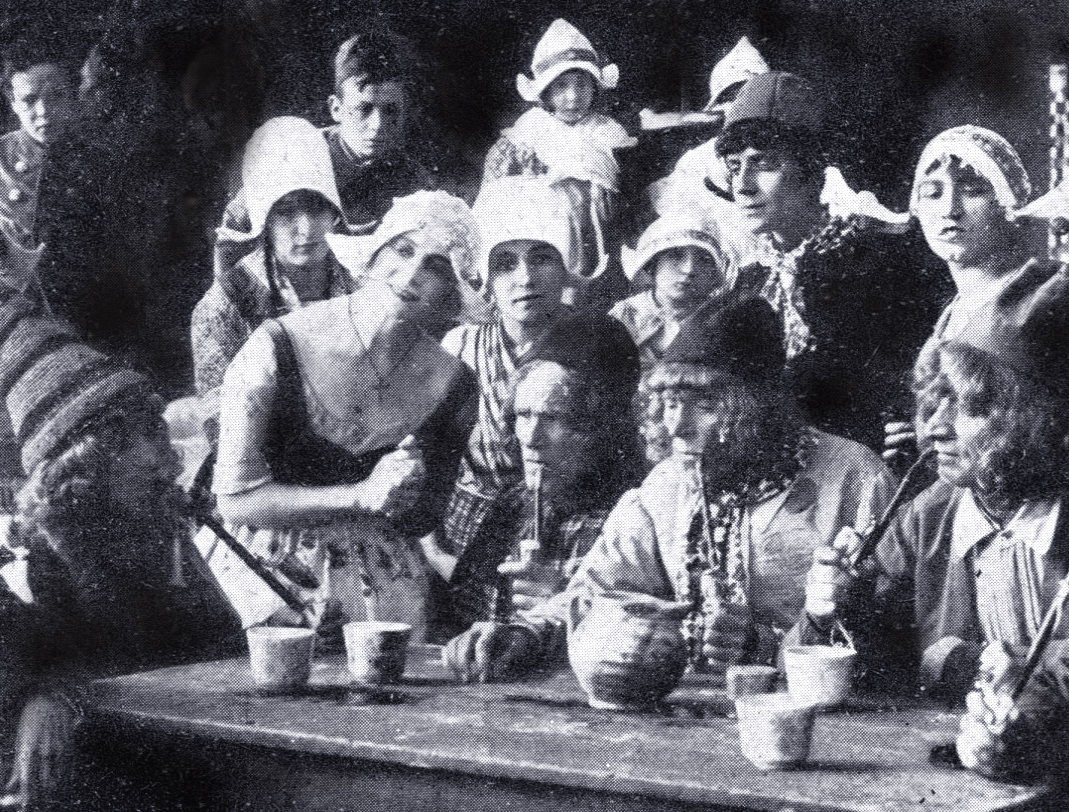
Foto di scena del film. Al centro Ettore Baccani

La trovatella Ménette cresce in un piccolo villaggio in Olanda assieme al padre adottivo Antonio che, nel giorno del suo compleanno le regala degli zoccoletti rossi. Ormai giovinetta e rimasta orfana, conosce Flammen, un pittore francese in esilio per motivi politici e se ne innamora. Flammen, amnistiato, torna in Francia e giura di tornare da lei, ma la sua assenza si prolunga. Ménette si reca allora a Parigi e scorge il pittore durante una festa, dove si intrattiene con delle dame eleganti. Credendo che lui l'abbia dimenticata si allontana, ma il freddo e la fame la uccidono. Troppo tardi Flammen l'andrà a cercare riconoscendola per gli zoccoletti rossi.

## Produzione
Il film era tratto dal racconto Due zoccoletti (Two Little Wooden Shoes) della scrittrice inglese Ouida, pubblicato nel 1876 ed appartenente al periodo "romantico" delle sue opere, che aveva già ispirato, due anni prima, la Lodoletta di Mascagni.
Venne prodotto dalla "Tespi Film" nella seconda fase di attività - peraltro complessivamente di soli 5 anni - di questa impresa romana, quando la sua direzione artistica era passato da Ugo Falena ad un gruppo di letterati e giornalisti tra i quali Mario Corsi, Tomaso Monicelli, Umberto Fracchia e l'attrice e regista di origine polacche Diana Karenne.
Il cambio di gestione societaria non aveva inciso sulla qualità della produzione che si confermò, come già negli anni precedenti, di qualità elevata per il ricorso a soggetti derivanti da opere letteraria. Il film era presentato come una «non facile riproduzione dell'ambiente olandese per il rischio di presentare una Olanda "di maniera" sfruttata dai fabbricanti di cartoline illustrate [mentre] il suo pregio è che rispetta finalmente la verità e non presenta solo cuffiette e pantaloni larghi, ispirandosi alla pittura fiamminga, alle indimenticabili tele di Bruegel», anche se queste lusinghiere descrizioni apparivano su un periodico che era una specie di "house organ" della "Tespi".
Realizzato nei primi mesi del 1919 con il gruppo di attori che sin dal 1916 si era unito per primo alla casa di produzione (tra cui le Bellincioni Stagno madre e figlia; quest'ultima - Bianca - già interprete dell'opera di Mascagni l'anno precedente), I due zoccoletti, ricevette a marzo il visto della censura ed iniziò a circolare dal mese di ottobre del 1919.

## Accoglienza
Critica. Proprio ciò che nelle presentazioni veniva vantato come uno degli elementi di qualità del film - il valore pittorico - fu invece oggetto, sulla base dei documenti oggi disponibili, dei rilievi della critica del tempo, che descrisse il film come «troppo piano e troppo semplice per riuscire svolto con eccessiva lunghezza, che annoia. L'autore, più che dell'azione, si è preoccupato delle possibilità pittoriche ed estetiche, sfruttandole in una serie interminabile di quadri». In altri commenti, invece, il film ricevette degli elogi in quanto «la tenue favola olandese ha un senso di poesia che commuove; è eseguita con grazia, con fine senso di arte, con tocchi di umanità semplice e profonda, messa in scena con proprietà e buon gusto».
Conservazione. Impossibile oggi giudicare quali commenti siano condivisibili: I due zoccoletti, così come gran parte della produzione della "Tespi Film", non è sopravvissuto al tempo ed attualmente non risulta essere reperibile